# Peter Strüdinger
Peter Strüdinger (* 18. Januar 1957 in Quernheim, Landkreis Grafschaft Diepholz) ist ein deutscher Straftäter und Strafgefangener, der besonders für seine beiden Fluchten aus dem Hochsicherheitstrakt der JVA Celle bekannt wurde.

## Frühes Leben und erste Straftaten
Peter Strüdinger wurde als erstes Kind einer Krankenschwester in Niedersachsen geboren. Seinen leiblichen Vater lernte er nie kennen. 1966 wurde sein Halbbruder Dieter geboren; zu dieser Zeit schwänzte er bereits öfters die Schule und riss mehrmals von zu Hause aus. Seine Mutter brachte ihn deshalb in eine jugendpsychiatrische Klinik in Wunstorf, wo eine Ärztin ihr riet, Peter aus der Schule zu nehmen. Nach mehreren Heimaufenthalten wurde er 1973 vom Amtsgericht Nordenham wegen Diebstahls, versuchten Raubes und Widerstands gegen Vollstreckungsbeamte zu vier Jahren Jugendstrafe verurteilt, 1974 wegen versuchten schweren Raubes und Diebstahl in acht Fällen zu weiteren vier Jahren. 1976 brach er während eines Hafturlaubes erneut in Privathäuser ein und wurde zu weiteren drei Jahren und drei Monaten verurteilt.

## Fluchten und Geiselnahmen
Zur Behandlung wurde er in die geschlossene Abteilung des Landeskrankenhauses Göttingen überstellt. Dort bastelte er sich aus Radioteilen ein Messer, stach am 14. Januar 1978 zwei Pfleger nieder und flüchtete. Nach zwei Tagen stellte er sich jedoch freiwillig und wurde nach einer erneuten Verurteilung wegen versuchten Totschlags wieder in den normalen Vollzug verlegt. Während eines dortigen Hafturlaubes lernte er die 18-jährige Gudrun kennen und verliebte sich in sie. Deren Mutter verbot ihr jedoch, sich mit einem Straftäter zu treffen. Aus Verzweiflung darüber nahm er während eines erneuten Hafturlaubs 1982 mit einer Schusswaffe eine Bahnangestellte als Geisel. Beim Befreiungsversuch durch ein Sondereinsatzkommando kam es zu einem Schusswechsel, in dem Strüdinger und zwei Polizisten schwer verletzt wurden. Nach einer Verurteilung zu 15 Jahren Haft mit Sicherungsverwahrung wurde er in den Hochsicherheitstrakt der JVA Celle überstellt.

### Erste Flucht
Am Montag, dem 21. Mai 1984 gegen 09:15 Uhr nahm Strüdinger mit einem aus den Stahlrohrpfosten seines Bettes selbsthergestellten vierläufigen Schießgerät einen JVA-Beamten als Geisel. Zusammen mit seinem Mithäftling Norman Kowollik befestigte er anschließend eine Sprengkapsel an der Halsschlagader des Beamten. Die beiden Geiselnehmer drohten mit einer Totmannschaltung, bei der ein Knopf ständig gedrückt bleiben muss, ansonsten detoniert die Ladung. Um die Funktionstüchtigkeit seiner Waffe zu demonstrieren, gab Strüdinger zwei Schüsse auf einen Schrank und ein Fenster ab. Anschließend forderten die beiden Täter einen BMW 745i als Fluchtwagen und 300.000 Mark Lösegeld, was ihnen auch zur Verfügung gestellt wurde. Gegen 23:30 Uhr begannen die Täter, mit ihrer Geisel als Fahrer, die Flucht über Hannover und Bremen bis nach Osnabrück, wurden aber aufgrund eines im Fluchtwagen angebrachten Peilsenders ständig von der Polizei verfolgt. Gegen 01:00 Uhr fielen sie zu dem offenbar abgesprochenen Treffen mit ihrem Komplizen Werner Winter und zum Wagentausch in die Unfallstation des Krankenhauses Osnabrück ein. Sie wollten dort zunächst telefonieren und nahmen das Angebot des angeblich rein zufällig erscheinenden Winter an, sie mit seinem Wagen weiter zu chauffieren. In dessen BMW 323i ging es dann weiter nach Diepholz, wo sie ihre Geisel freiließen und Strüdinger seine Waffe zurückließ. In der Nähe von Bad Iburg verlor die Polizei in einer Gewitterfront bei dichtem Nebel den roten BMW aus den Augen. Ein Polizist, der zur Arbeit fuhr, sah durch Zufall den gesuchten BMW in Bremen am Straßenrand stehen. Polizeibeamte lauerten dort, bis der Wagenhalter Werner Winter auftauchte und verhafteten ihn wegen Mittäterschaft: Mehrere 10.000 Mark des Lösegeldes befinden sich noch bei ihm. Strüdinger und Kowollik wurden bald darauf im Bremer Vergnügungsviertel am Ostertor ausfindig gemacht und von Zivilfahndern überwältigt, als sie bei „Rot“ vor einer Fußgängerampel warten. Beide hatten sich inzwischen mit einer Schreckschusspistole und Strüdinger zusätzlich noch mit einem scharfen Revolver bewaffnet. Die ganze Flucht hatte knapp 24 Stunden gedauert. Nach einer erneuten Verurteilung zu sieben Jahren Haft wurde Strüdinger wieder in die JVA Celle überführt. Dort infizierte er sich im Laufe seiner Haft absichtlich mit dem HI-Virus.

### Zweite Flucht
Am Sonntag, dem 21. Mai 1995 gegen 08:15 Uhr überwältigte Strüdinger zusammen mit seinem Mithäftling Günther Finneisen erneut einen JVA-Beamten mit einem selbstgebauten Schussapparat und einer Bombenattrappe. Diesmal forderte er einen Porsche 928, mit dem die beiden mit ihrer Geisel und 200.000 Mark Lösegeld gegen 20:50 Uhr flüchten. Gegen 19:00 Uhr hatte Strüdinger noch mit Niedersachsens Justizministerin Heidrun Merk telefoniert. Den ganzen nächsten Tag über fuhren sie von der Polizei verfolgt quer durch Niedersachsen, u. a kamen sie an Soltau, Fallingbostel, Diepholz, Nienburg, Hannover, Braunschweig und Seesen vorbei, wobei sie mehrmals anhielten, um einzukaufen. In der Nähe von Lemförde kauften sie sich schließlich Schreckschusspistolen, in Rotenburg (Wümme) tankten sie ihr Fahrzeug neu auf. Per Funktelefon meldete sich Finneisen beim Nachrichtensender n-tv und forderte die Einstellung der Polizeiverfolgung. Am Dienstag gegen 03:00 Uhr morgens rasten sie mit überhöhter Geschwindigkeit durch Osnabrück, überfuhren rote Ampeln und warfen bündelweise Geldscheine aus dem Fenster. Nachdem sie ihren Fluchtwagen gegen einen VW Golf GTI eingetauscht hatten, wurden sie kurz nach 11:00 Uhr auf der Straßenkreuzung Johannistorwall/Kommenderiestraße in Osnabrück von drei Zivilfahrzeugen der Polizei gestoppt und Strüdinger sowie Finneisen von einem Spezialeinsatzkommando überwältigt. Die Flucht hatte diesmal 51 Stunden gedauert.

## Haftzeit seit der letzten Verurteilung
Nach einer weiteren Verurteilung lernte er durch Briefkontakt Angelina W. kennen, heiratete sie in der JVA Celle und nahm deren Nachnamen an. Seine Frau starb 1998.

### Kriminalprognose
Schon bei seiner letzten Verurteilung (1996) wurde Peter W. bescheinigt, dass er sich seit seiner Eheschließung innerlich gewandelt habe: „Eine erneute Sicherungsverwahrung war angesichts des überzeugenden, weil in sich stimmigen Auftretens des Angeklagten in der Hauptverhandlung, nicht in Erwägung zu ziehen. Der Angeklagte W. ist nicht mehr gefährlich“ (Landgericht Celle, Urteil vom 12. November 1996 – Az. 17 KLs 4300/95-2/96). In dem bisher letzten psychiatrischen Gutachten, welches im Auftrag der JVA Hannover erstellt wurde, heißt es: „Insgesamt ist aus forensisch-psychiatrischer Sicht die Gefährlichkeit W.s gegenüber 1997 geringer geworden“ (Gutachten Dr. Bernd Wieneke vom 13. April 2000).

### Unterbringung auf Sicherheitsstationen
Trotz dieser günstigen Einschätzung durch Gericht und Gutachter ist Peter W. bis heute – wegen seiner vom Vollzug weiterhin unterstellten Gefährlichkeit – durchgängig auf Sicherheitsstationen unterschiedlicher Vollzugsanstalten (Hamburg, Werl, Hannover, Sehnde, Rosdorf) untergebracht. Als einzige Lockerung wurde er im Laufe der Jahre dreimal zum Grab seiner verstorbenen Frau ausgeführt. Über viele Jahre total isoliert, darf er seit den späten 2000er Jahren mit einem anderen Gefangenen zusammenarbeiten, in die Freistunden gehen und Sport treiben.

### Therapeutische Angebote
In den Jahren 1998 bis 2001 führte eine Psychologierätin in der JVA Hannover mit W. eine psychotherapeutische Behandlung (48 Einzelgespräche) durch. Nach sechs vorbereitenden Sitzungen im Beisein von Vollzugsbediensteten fanden diese Gespräche unüberwacht statt. In dem Abschlussbericht werden eine Reihe von „signifikanten Änderungen“ hervorgehoben; zugleich wird betont, dass es mittelfristig unverzichtbar sei, „das therapeutisch Erarbeitete in Alltagssituationen zu erproben“, was jedoch unter den Bedingungen der Sicherheitsstation naturgemäß rasch an Grenzen stoße (Vermerk vom 29. März 2002).

### Vollzugsplanung
In der vorletzten Fortschreibung des Vollzugsplanes (vom 26. Januar 2009) der JVA Sehnde wird ihm bescheinigt, dass sein Verhalten sich als „unverändert angepasst, freundlich und höflich gegenüber den mit ihm befassten Bediensteten“ darstellt. Eine Unterbringung im Normalvollzug komme jedoch nicht in Betracht, da noch nicht mit hinreichender Sicherheit ausgeschlossen werden könne, dass er „die Möglichkeit einer erneuten Geiselnahme in Betracht ziehen könnte“. Zu psychologischen Maßnahmen heißt es: „Psychologische Gespräche werden bei Bedarf auf Einzelantrag geführt. Das letzte Gespräch fand am 18. August 2008 statt“. Das Strafende ist auf den 4. Dezember 2012 notiert. Daran soll sich die Einweisung in die Sicherungsverwahrung anschließen, die gegen ihn schon 1983 verhängt wurde. Vor dem Ende der Strafe und dem Antritt der Sicherungsverwahrung muss allerdings die zuständige Strafvollstreckungskammer prüfen, „ob der Zweck der Maßregel die Unterbringung noch erfordert“ (§ 67 c Abs. 2 Satz 1 StGB).
In der letzten Fortschreibung (11. Januar 2010) heißt es: „Herr S. ist der festen Meinung, dass eine Begutachtung einerseits nicht erforderlich ist, andererseits will er die Wahl des Gutachters – wenn eine Begutachtung schon durchgeführt werden muss – selbst bestimmen. Diesem Anliegen kann nicht entsprochen werden, da die Wahl des Gutachters in die originäre Zuständigkeit der Anstalt fällt. Sollte Herr S. bei seiner Haltung bleiben, wird das Gutachten nach Aktenlage erstellt werden müssen“. „Herr S. geht in der Sicherheitsstation einer Beschäftigung zusammen mit dem Mitgefangenen X. nach. Die erbrachten Arbeitsleistungen sind überdurchschnittlich … Eine sonstige Mitarbeitsbereitschaft ist nicht gegeben.“
2013 trat Strüdinger die 1983 festgelegte Sicherungsverwahrung an. Die erstmalige Sicherungsverwahrung dauert maximal zehn Jahre.